# NGC 7785
NGC 7785 je eliptická galaxie v souhvězdí Ryb. Její zdánlivá jasnost je 11,6m a úhlová velikost 2,5′ × 1,3′. Je vzdálená 176 milionů světelných let, průměr má 125 000 světelných let. Galaxii objevil 25. října 1785 William Herschel.